# Roman Paszke
Roman Paszke (ur. 25 maja 1951 w Gdańsku) – polski żeglarz, kapitan jachtowy, budowniczy jachtów. Jest absolwentem Akademii Wychowania Fizycznego i Sportu w Gdańsku.
W 1989 roku zorganizował i prowadził budowę pierwszego polskiego jachtu hi-tech klasy One Ton – Gemini. Wybudowany jacht był pierwszą jednostką pełnomorską w Polsce, której kadłub został wykonany z włókien węglowych. Następnie założył stocznię jachtową Gemini International, w której powstały w 1995 roku MK Cafe Premium, a w 1996 jacht klasy ILC 40 – MK Cafe.

## Program „The Race”
W marcu 1999 roku Roman Paszke zainaugurował oficjalnie polski program Race 2000, czyli udział polskiej załogi w regatach dookoła świata The Race, stając na czele Stowarzyszenia Race 2000.
Pierwotnie przedstawiciele stowarzyszenia podpisali umowę z francuskim biurem konstrukcyjnym Gilles’a Olliera na przygotowanie projektu Superjachtu dla Polaków. Według założeń miał być to katamaran, który byłby największym jachtem regatowym w Polsce i jednym z największych w świecie. Według projektu jego długość wynosiła 36 metrów, a budowa miała się odbyć w Gdańskiej Stoczni Remontowej. Szybko się jednak okazało, że cykl produkcyjny, a potem dalsze dostrajanie prototypowego jachtu trwałoby zbyt długo, by zdążyć na cykl rejsów kwalifikacyjnych przed regatami. Zrezygnowano więc z idei budowy nowego jachtu, a Roman Paszke zaczął szukać gotowego, na którym mógłby wystartować.
Ostatecznie Romanowi Paszke udało się zakupić gotowy jacht od Brunona Peyrona (pomysłodawcy i organizatora regat). Zakupiony jacht, którego cena pozostała tajemnicą, pierwotnie nosił nazwę Explorer, a następnie w Polsce nadano imię Polpharma-Warta. 31 grudnia 2000 roku wystartował z jedną polską załogą w prestiżowych regatach dookoła świata The Race, które po 99 dniach, 12 godzinach i 31 minutach ukończył 10 kwietnia 2001 na 4. miejscu, pokonując 32 000 mil morskich.

## Próba pobicia rekordu świata w opłynięciu Ziemi

### 2007
W 2007 roku Roman Paszke miał zamiar poprawić rekord samotnego opłynięcia Ziemi bez zawijania do portów, który obecnie należy do Francuza Francisa Joyona (57 dni, 13 godzin i 34 minuty).
21 stycznia 2007 roku w Gdyni odbyła się uroczystość wodowania nowego jachtu Bioton, który został wybudowany w szwedzkiej stoczni Marstrom Composite w Västervik. Matką chrzestną jachtu została małżonka prezydenta RP – Maria Kaczyńska.
Z powodu warunków pogodowych na półkuli południowej rejs w 2007 dookoła świata został odwołany.

### 2011
Roman Paszke 14 grudnia 2011 roku ponownie samotnie wystartował na katamaranie Gemini 3 z Wysp Kanaryjskich z zamiarem okrążenia globu ze wschodu na zachód wokół przylądka Horn w czasie krótszym niż 120 dni, ale 6 stycznia 2012 roku po ponad 5800 milach żeglugi w trudnych warunkach pogodowych jacht uległ awarii i Paszke podjął decyzję o przerwaniu rejsu celem dokonania niezbędnych napraw. Nawigatorem (prowadzącym) tego rejsu był Robert Janecki, który komunikował się z Paszke z Mrągowa, a meteorologiem Piotr Flatau.  Zespół prowadził stronę internetową www.paszke360.com.
Plan rejsu: Gran Canaria na Wyspach Kanaryjskich, równik do przylądka Horn, na zachód przez południowy Pacyfik do wyspy Raoul, leżącej na północ od Nowej Zelandii, archipelag wysp Kermadec, Morze Tasmana, południowy Pacyfik, Ocean Indyjski do Przylądka Dobrej Nadziei w Afryce Południowej, równik i meta na Gran Canarii. Dane jachtu Gemini 3: klasa Maxicatamaran, długość 27,5 m, szerokość 14,06 m, wysokość masztu 34 m, wybudowany 2006 roku, główny żagiel miał 215 metrów kwadratowych powierzchni.

## Osiągnięcia
- zwyciężył m.in. w regatach Kieler Woche i Admiral’s Cup[10]
- pobił rekord prędkości na trasie 1 mili morskiej
- pobił rekord trasy Świnoujście-Gdynia (8 godzin, 55 minut i 50 sekund)[11]
- otrzymał dwukrotnie Srebrny Sekstant – w latach 1997 i 2001 (za zdobycie Admiral’s Cup 97 i za znakomitą postawę w regatach jachtów wielokadłubowych The Race 2000).

## Film
O Romanie Paszke opowiada film dokumentalny z 2007 pt. Opowiem ci jak wrócę w reżyserii Filipa Bajona.